# Igrane
Igrane är en ort i Kroatien.   Den ligger i länet Dalmatien, i den sydöstra delen av landet, 300 km söder om huvudstaden Zagreb. Igrane ligger 14 meter över havet och antalet invånare är 420.
Terrängen runt Igrane är varierad. Havet är nära Igrane åt sydväst.  Närmaste större samhälle är Makarska, 14,9 km nordväst om Igrane. 